# Long Châu (xã)
Long Châu là một xã thuộc huyện Yên Phong, tỉnh Bắc Ninh, Việt Nam.
Tháng 8 tháng 1948, xã Đông Phong được thành lập trên cơ sở hợp nhất 2 xã Đông Yên và Phong Xá thành xã Đông Phong và hợp nhất 2 xã Đại Mẫn và Long Xá thành xã Long Châu.

## Địa lý
Xã Long Châu có diện tích 6,32 km², dân số năm 1999 là 6.205 người, mật độ dân số đạt 982 người/km².
==Hành chính
Xã gồm 4 thôn: Đại Chu, Mẫn Xá, Ngô Xá, Chi Long

## Kinh tế
Cho đến năm 2014, Long Châu là địa bàn có nhiều công ty vốn đầu tư Hàn Quốc hoạt động điển hình như công ty Điện tử samsung VIệt Nam.
Cơ cấu nông nghiệp - công nghiệp - dịch vụ có xu hướng thay đổi, tỷ trọng các ngành dịch vụ tăng rõ rệt.
Long Châu là một trong những xã có kinh tế phát triển của huyện Yên Phong.